# Markopoulo Mesogaias
Markopoulo Mesogaias (in greco Μαρκόπουλο Μεσογαίας?) è un comune della Grecia situato nella periferia dell'Attica (unità periferica dell'Attica Orientale) con 13 644 abitanti secondo i dati del censimento 2001.